# Sixième mode
 (août 2020).
Si vous disposez d'ouvrages ou d'articles de référence ou si vous connaissez des sites web de qualité traitant du thème abordé ici, merci de compléter l'article en donnant les références utiles à sa vérifiabilité et en les liant à la section « Notes et références ».
Dans le cadre théorique de l'octoéchos, le sixième mode du chant grégorien est caractérisé par une finale en fa (mode Tritus), qui sert également de teneur et autour de laquelle la mélodie peut faire des développements, et une teneur psalmodique à la tierce, sur le La (mode plagial).
Le sixième mode est traditionnellement qualifié de « devotus ». C'est un mode qui évoque la prière candide de l'enfance, simple et joyeuse.
Le sixième mode utilise également le ré comme corde modale. Par son alternance entre une ambiance majeure (sur fa) et une ambiance mineure (sur ré), il est très proche du deuxième mode ; et ses développements supérieurs se font dans les mêmes articulations modales que pour le premier mode. En revanche, la finale en fa lui laisse une coloration joyeuse dans le domaine majeur.

## Teneurs surré,faetla
Ce mode est dominé par la teneur fa, encadrée de part et d'autre par deux teneurs secondaires à la tierce, sur ré et sur la. 
Sa formule modale théorique est donc de type ACB (voir modalité grégorienne), la finale étant sur la teneur principale.
Ce mode s'appuie sur sa borne supérieure (do) pour des montées de type fa la do, et sa borne inférieure ré pour les intonations et des cadences de type la fa ré. Il se rapproche ainsi des formules du ré mineur antique (premier mode), donc il est la cellule centrale, ce qui justifie que la transcription sur le couple fa la soit plus courante.
Il y a théoriquement une continuité dans les ambiances modales, entre le premier mode (ré/fa/la, finale sur ré), le sixième mode (ré/fa/la, finale sur fa) et le cinquième (fa/la/do, finale sur Fa).
Cependant, le développement des teneurs ré et la n'est pas systématique dans le sixième mode. Ces teneurs ne sont que potentielles dans le mode, qui se concentre le plus souvent sur la teneur centrale fa.

## Développements au grave
Quand il se développe vers le grave, le sixième mode présente une formule modale de type AC, typiques du deuxième mode. Il ne se distingue alors de ce dernier que par la finale sur le fa. C'est le cas par exemple des introït « Hodie scietis » (Vig. Noël) ou « Quasimodo » (D. in albis). Ces pièces ont le charme simple et naïf du deuxième mode, mais la finale en fa leur donne une coloration confiante et joyeuse. Cette ambiance est particulièrement adaptée aux deux pièces citées : joie enfantine devant Noël qui arrive, pour la première, joie naïve du nourrisson tétant sa mère, qui est le texte de la deuxième.

## Si bémol et développements à l'aigu
Ce mode est conventionnellement transcrit en fa, bien que sa transcription naturelle soit sur do. La position normale du si en sixième mode est en effet d'être bémol. Les pièces du sixième mode se développent souvent plus volontiers vers le grave, et le si (bémol ou bécarre) est généralement absent dans les pièces de l'office.
Quand des si bécarres apparaissent en sixième mode, c'est toujours en relation avec une corde modale à la quinte, située sur un do. La variation du si correspond donc à des développements de type CBC, similaires à ceux que l'on trouve dans le premier mode (de formule ABCB). Ce sont ces variations extrêmes qui justifient l'écriture en fa, pour éviter le fa dièse qu'imposerait la transcription en do.
Les développements vers la tierce supérieure sont relativement rares. On peut citer comme cas simples l'introït Esto mihi in Deum (Quinquagésime) ou la communion De fructu (xii° D.P.P.).
On trouve des exemples de si bécarre en sixième mode dans l'introït Respice in me (iii° D.P.P), l'Alléluia Domine in virtute tua (v° D.P.P.), les communions Honora Dominum (xi° D.P.P.) et Qui manducat (x° D.P.P.). Ces pièces d'un grand ambitus sont à vrai dire intermédiaires entre le cinquième mode et le sixième: leur montée sur le do est atypique pour du sixième mode, et leur descente au ré est atypique pour du cinquième.

## Mode primitif endo
Le plus fréquemment, le sixième mode se limite à des variations autour de sa teneur centrale, formule modale correspondant au mode primitif en C. C'est le cas par exemple pour les Introïts Cantate Domino (iv° DP) et Omnes gentes plaudite (vii° D.P.P.), les offertoires Domine convertere (ii° D.P.P.) et Domine in auxilium meum (xvi° D.P.P.), les communions In splendoribus (Noël), Pascha nostrum (Paques), Mitte manum (Dimanche in albis).

## Sixième mode atypique
Le type modal des pièces du sixième mode est généralement homogène et non problématique, mais le mode accueille tout de même une pièce étrange. La communion « Circuibo » (vi° D.P.P.) est un cas unique dans le répertoire grégorien, où la corde modale semble changer de nature en cours de route (passage du ton au demi-ton inférieur) ; et la transcription de l'édition vaticane (sixième mode en do) reflète cette étrangeté. C'est en fait une pièce du septième mode dont la ligne mélodique a été corrompue ; et dont la restitution est donnée dans l'article septième mode.